# Die Eisprinzessin (2005)
Die Eisprinzessin (Originaltitel: Ice Princess) ist ein US-amerikanischer Disney-Film aus dem Jahr 2005.

## Handlung
Die ehrgeizige und ein wenig schüchterne Highschool-Schülerin Casey Carlyle beschäftigt sich mit der Wirkung und Berechnung von physikalischen Kräften. Ihr Ziel ist es, sich mit einer entsprechenden Arbeit für ein Stipendium in Harvard zu bewerben. Zu diesem Zweck will sie praktische Studien anhand von Bewegungsmodellen von Eiskunstläufern durchführen. Hierbei lernt sie die Trainerin und ehemalige Olympiateilnehmerin Tina Harwood sowie Tinas Tochter Jen und Sohn Teddy kennen. Nach anfänglichen Schwierigkeiten darf sie ihre Studien durchführen und ist selbst schnell begeistert von dem Sport. Sie beginnt mit Tina zu trainieren und kann sich bei einem Wettbewerb für ein wichtiges Turnier qualifizieren.
Ihre Mutter, die durch Zufall von dem Plan erfährt, versucht Casey von ihren Plänen abzubringen, da sie das Stipendium für wichtiger hält. Auch Tina arbeitet gegen Casey, da sie befürchtet, dass sie ihrer Tochter Jen Konkurrenz machen könnte. Nachdem Casey dann auch scheitert, zieht sie sich in ihre Studien zurück. Beim Bewerbungsgespräch in Harvard erkennt sie aber schließlich ihre Passion zum Sport. Sie überredet Tina, mit ihr für einen nationalen Ausscheidungswettkampf zu trainieren. Als dann ihre Mutter im letzten Moment doch noch zu diesem Turnier erscheint, gelingt es Casey schließlich, sich zu qualifizieren.

## Kritiken
„[…] die Sportfilm-Komponente wird ohnehin nicht weiter betont, hier geht es mehr um die zwischenmenschlichen Beziehungen. Dabei fehlt auch nicht der romantische Subplot, denn Casey ist verliebt in Tinas netten Sohn Teddy (Trevor Blumas). Als Pflichtprogramm in Sachen Teenunterhaltung kann diese leichtgewichtige Coming-of-Age-Story zwar nicht bezeichnet werden, doch bei der Kür auf dem DVD-Markt sollte sie punkten können.“

„Die niedliche, nichts sagende Story von der Schulstreberin, die ein Eiskunstlaufstar werden will, ist auf junge Mädchen zugeschnitten. Doch selbst die werden sich bei diesem Film nur langweilen.“

„High-School-Drama, das seine harmlose Geschichte aus den gängigen Versatzstücken des Genres speist.“

## Filmmusik
Auf dem Soundtrack ist unter anderem auch der Song "I fly" von der Darstellerin Hayden Panettiere enthalten.